# Panoramio
Panoramio là một trang mạng dùng để lưu trữ ảnh có vị trí địa lý xác định. Hiện tại, nhiều bức ảnh được tải lên trang này được hiển thị như một lớp (layer) ở trong Google Earth và Google Maps, với rất nhiều hình ảnh được thêm vào mỗi tháng. Mục đích của trang web này là giúp cho người dùng Google Earth có thể tìm hiểu thêm về khu vực mà họ đang xem trên đó. Trang web có hỗ trợ một vài ngôn ngữ, trong đó có tiếng Việt.